# Guerra civil de la República del Congo (1993-1994)
La Primera guerra civil de la República del Congo, también conocida como la Primera guerra civil brazzaville-congoleña, fue un conflicto en la República del Congo que duró del 2 de noviembre de 1993 al 30 de enero de 1994. Fue la primera de los dos conflictos etnopolíticos que sufrió el país.
Las causas de la guerra civil fueron consecuencia de las elecciones legislativas de 1993. Las milicias de Bernard Kolélas y de Sassou Nguesso se enfrentaron en contra del ejército del presidente Pascal Lissouba en un conflicto que dejó al menos 2000 muertos y una decena de miles de desplazados. Un acuerdo de paz fue firmado en diciembre del 1994, dando fin a las hostilidades.